# Amytta ukamica
Amytta ukamica är en insektsart som beskrevs av Max Beier 1965. Amytta ukamica ingår i släktet Amytta och familjen vårtbitare. Inga underarter finns listade i Catalogue of Life.